# Місон
Місон (грец. Μύσωνας) — давньогрецький філософ, один із «семи мудреців».
Походив із місцевості Хена у Лаконії на Криті чи Фессалії — достеменно невідомо. Проте усі джерела збігаються у тому, що був він селянином, усе життя провів у рідному селищі. Через його маловідомість, так свідчить Арістоксен, його мудрі міркування та вислови приписувались тирану Пісістрату.
За переказом, Піфія так відповіла на запитання скіфа Анахарсіса, чи є у світі хтось мудріший за нього:
|  | Є, кажу я, Місон, народжений у Хені на Еті, Краще, ніж ти, озброєний пронизливою думкою. |

Цей епізод також зафіксовано у життєписі Фалеса як відповідь Піфії Хілону.
Тоді Анахарсіс вирішив розшукати мудрого Місона, знайшов його в рідному селі, коли той лаштував руків'я до плуга посеред літа. Анахарсіс здивувався, адже ще не час орати, на що Місон відповів: «Тим паче треба готуватись!»
Помер Місон, як свідчить Діоген Лаертський, у віці 97 років.

## Гноми Місона
- «Треба аналізувати не справи за словами, а слова за справами, бо не справи здійснюються заради слів, а слова — заради справ».